# Massimo Calearo Ciman
Massimo Calearo Ciman (Vicenza, 23 novembre 1955) è un imprenditore ed ex politico italiano, parlamentare alla Camera dei deputati nella XVI legislatura.

## Biografia
Nato nel 1955 a Vicenza, laureato in Economia e Commercio, ha tre figli. Fin da giovane ha seguito l'azienda fondata dai genitori nel 1957, sviluppandola e diventando in seguito presidente di Calearo Antenne S.p.A che oggi conta circa 600 dipendenti.
Dal 1993 al 1995 è stato presidente dei Giovani Imprenditori di Vicenza. Dal 1996 al 1998 ha ricoperto la carica di presidente di Aeroporti Vicentini Spa. Dal maggio 2003 all'aprile 2008 è stato presidente di Confindustria Vicenza, di cui era già stato vicepresidente durante il biennio 2001-2003. Durante questo mandato ha coordinato la fondazione del Parco Industriale a Samorin in Slovacchia (consorzio di circa 15 aziende vicentine e non, operante nella meccatronica).
Dal 2003 al 2010 è stato presidente di Centro Servizi Vicenza a Samorin (Slovacchia), un centro permanente dell'Associazione Industriali al servizio delle imprese che operano nel territorio.
Dal 13 luglio 2004 al 2008 è stato presidente nazionale di Federmeccanica, la federazione delle imprese metalmeccaniche, di cui era già stato vicepresidente dal 2001.

È stato consigliere della succursale di Vicenza della Banca d'Italia, presidente del comitato locale di Unicredit Banca e consigliere d'amministrazione dell'Athesis di Verona, società editrice de Il Giornale di Vicenza, L'Arena e Brescia Oggi.

## Deputato PD, Api, MRN
Nel marzo 2008, Calearo si candida su proposta di Walter Veltroni a capolista per il Partito Democratico nella circoscrizione "Veneto 1" e viene eletto alla Camera dei deputati, diventando componente della X Commissione (attività produttive, commercio e turismo).
Nel novembre del 2009, dopo la vittoria di Pier Luigi Bersani alle primarie, lascia il Partito Democratico, dichiarandosi in disaccordo con la nuova segreteria, da lui giudicata eccessivamente rivolta a sinistra e lontana dai suoi auspici verso un partito "moderato e riformatore".
È fra i promotori del movimento politico di Alleanza per l'Italia insieme a Francesco Rutelli, Bruno Tabacci, Linda Lanzillotta, Lorenzo Dellai, Gianni Vernetti.
Il 28 settembre 2010 abbandona l'API di Rutelli durante una riunione del partito a Palazzo Marino.
È coautore, assieme ai deputati Marco Reguzzoni (Lega Nord) e Santo Versace (Pdl) della legge Reguzzoni sul Made In Italy, detta anche legge Reguzzoni-Versace-Calearo.
Il 9 dicembre 2010 con l'avvicinarsi della votazione sulla mozione di sfiducia al Governo Berlusconi IV, dà vita al Movimento di Responsabilità Nazionale, di cui è coordinatore, insieme a Bruno Cesario e Domenico Scilipoti..Il 14 dicembre 2010 vota contro la mozione di sfiducia al governo Berlusconi IV.
Il 5 maggio 2011 viene proposto da Silvio Berlusconi come consigliere personale del presidente del Consiglio per il Commercio estero.
Il 9 gennaio 2012 sostituisce Maurizio Grassano, vicino alla componente Alleanza di Centro come tesoriere del gruppo Popolo e Territorio (ex Iniziativa Responsabile) alla Camera.

## Controversie
Il 30 marzo 2012 in un'intervista radiofonica a La Zanzara di Radio 24 dichiara che in Parlamento non ci va quasi più ("Rimango a casa a fare l'imprenditore, invece che andare a premere un pulsante. Non serve a niente. Anzi, credo che da questo momento fino alla fine della legislatura non ci andrò più") e che lo stipendio per tale incarico gli serve solo per pagare un mutuo di 12000 €/mese. Nella stessa intervista afferma anche di essere disgustato da un bacio tra persone dello stesso sesso in quanto "persona normale a cui piacciono le donne". A seguito di queste affermazioni Walter Veltroni attacca pubblicamente Calearo descrivendolo come "una persona orrenda". Dopo le polemiche provocate dalle sue dichiarazione Calearo annuncia le sue dimissioni da parlamentare.
A distanza di circa un mese annuncia di aver cambiato idea e di non dimettersi dato che «in Parlamento ci sono i condannati, non è giusto che mi dimetta io che non ho fatto niente di male».